# Dieme

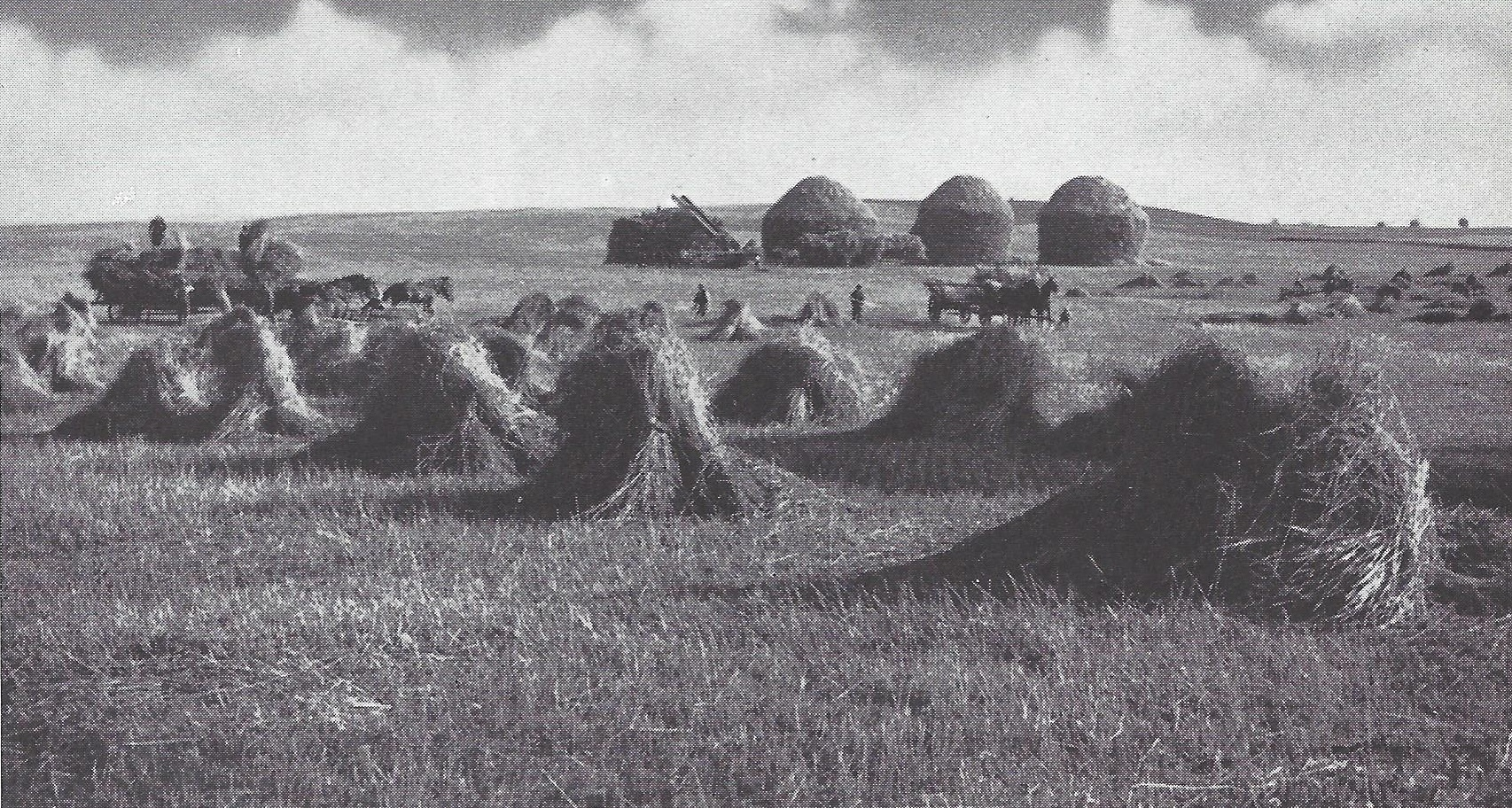
Kornhocken auf einem Feld in Ostpreußen, 1920er Jahre

Eine Dieme  (auch Docke, Feime, Triste, regional auch Diemen (mask.), Hocke, Höcke oder Hock, Puppe, Hauste, mit Gerüst Heubock, Heinze, mit Dach Schober) ist in der traditionellen Landwirtschaft ohne Maschinen ein regelmäßig aufgesetzter Haufen von Heu, Stroh oder Getreide, der bei der Ernte auf dem Feld errichtet wird. Die Getreidegarben werden aneinandergestellt, so dass die Ähren den höchsten Punkt bilden und nachtrocknen können.

## Namensformen
Die Bezeichnungen sind nach Landschaften unterschiedlich. In Sachsen und Thüringen wird der Begriff „Puppe“ verwendet. Die Brüder Grimm erläutern in ihrem Deutschen Wörterbuch Puppen: „im felde aufgerichtete, mit den ähren nach oben gekehrte (10 oder 15) garben; man setzt puppen in feuchten sommern oder auch um den nicht völlig ausgereiften garben nachreife zu geben (in Thüringen, Obersachsen, Lausitz)“.

## Geschichte

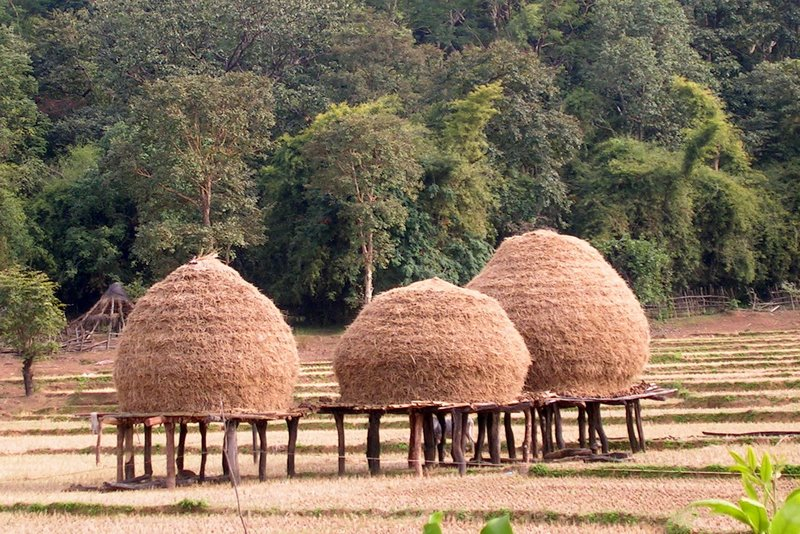
Indien

Diemen sind bereits seit der Eisenzeit bekannt. Das Getreide wurde gemäht, per Hand in Garben gebunden und diese Garben wurden dann zu Diemen aufgestellt. So trocknete das Getreide auf dem Halm nach. War das Getreide trocken, wurde es gedroschen: Vor Erfindung der Dreschmaschine wurde es in die Scheune gefahren und zumeist im Winter mit Dreschflegeln gedroschen. Später drosch man auf dem Feld, sofern das Feld mit der Dreschmaschine befahren werden konnte; in der Marsch und Moorgebieten wurden die Diemen wieder aufgelöst und die Getreidegarben mit einer Forke auf ein Fuhrwerk geladen und zur Hofstelle gebracht, wo es maschinell gedroschen wurde.
Die Diemen wurden entweder unmittelbar auf dem Boden oder auf eisernen und hölzernen Gestellen, letztere mit Steinsockeln, errichtet. Sie konnten spitz zulaufen oder sich nach oben erweitern.

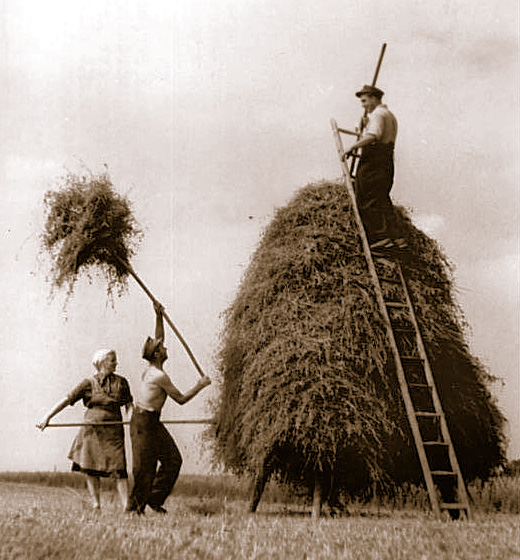
Bestücken eines Heureiters 1954

Die nordwestdeutschen und niederländischen Heufeimen oder Rutenberge wurden zwischen aufrecht stehenden Pfählen mit auf- und abschiebbarem Dach aufgeschichtet.
Fest überdachte Trockengerüste mit waagerechten Holzstangen im Alpenraum, Skandinavien und Teilen Asiens werden als Histe oder Harpfe und in Slowenien Kozolec bezeichnet.
Getreide und Futter wurde meist auf Unterlagen von Stroh oder auf Gestellen aufgebaut und oben mit Stroh bedeckt, auch nach der Wetterseite noch besonders verwahrt.
In England nutzte man fast nur eiserne Gestelle.
Lagerte man die Vorräte auf der Erde, so umzog man das Ganze mit einem tiefen Graben mit steilen Wänden und brachte in demselben Löcher oder Töpfe zum Fangen der Mäuse an. Getreide musste sorgsam, mit den Ähren nach innen, geschichtet werden; in England bediente man sich dabei auch besonderer Maschinen zum Aufwinden der Garben (Elevatoren).
In gut geschichteten und geschützten Diemen hielten sich die Früchte mindestens ebenso gut wie in Scheunen. Wo man regelmäßig Futter und Stroh in einem besonderen Feimenhof auf feststehenden Gerüsten schichtete, brachte man auch eine Überdachung an, so dass der Regen abgehalten wurde, die Luft aber frei durchstreichen konnte.

## Schober

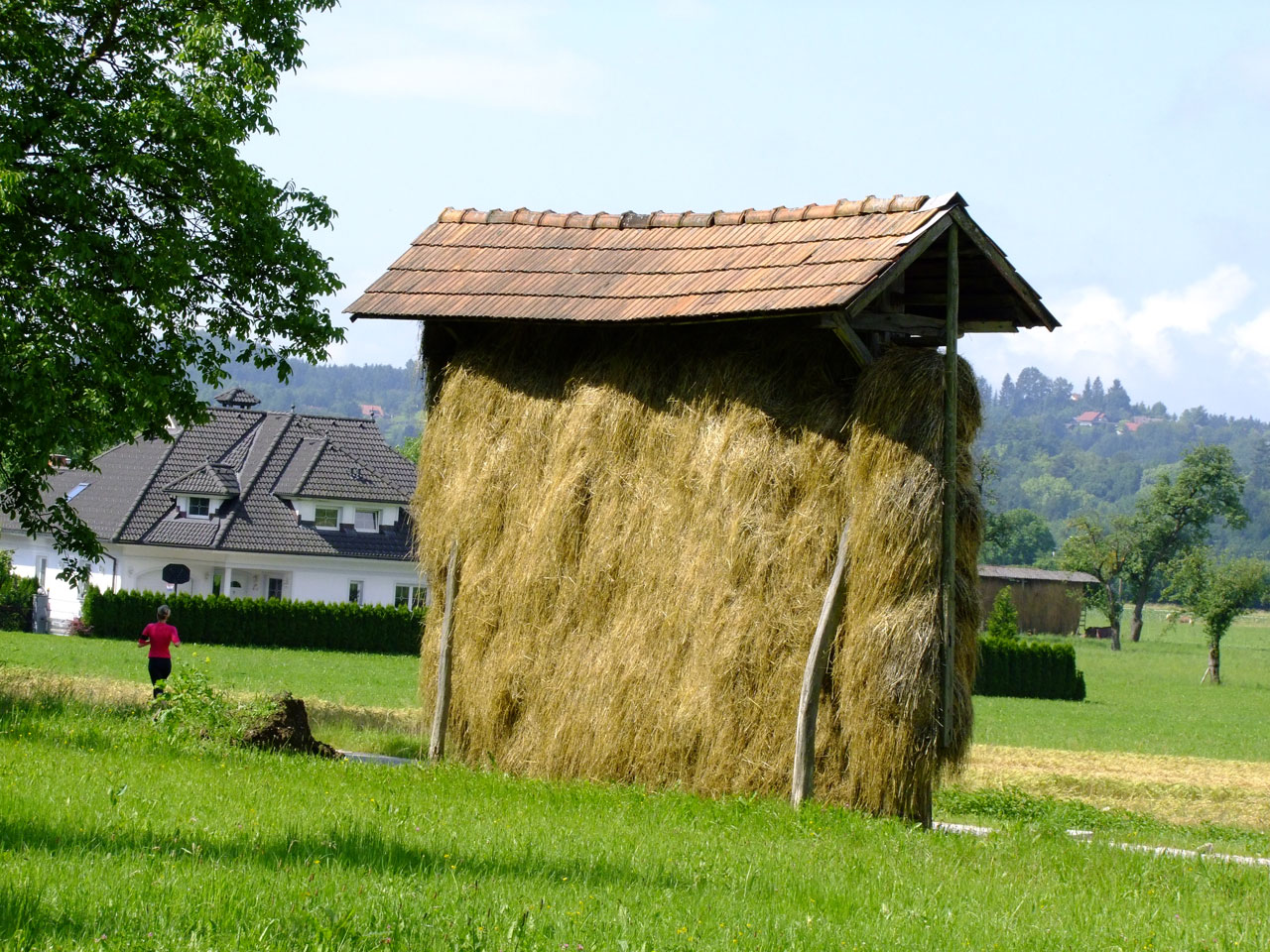
Lagerstätte mit Überdachung

Eine ähnliche Lagerungsform sind Schober, die zusätzlich eine leichte Bedachung besitzen. Für die Lagerung von Feldfrüchten wurden Mieten errichtet.

## Heureiter

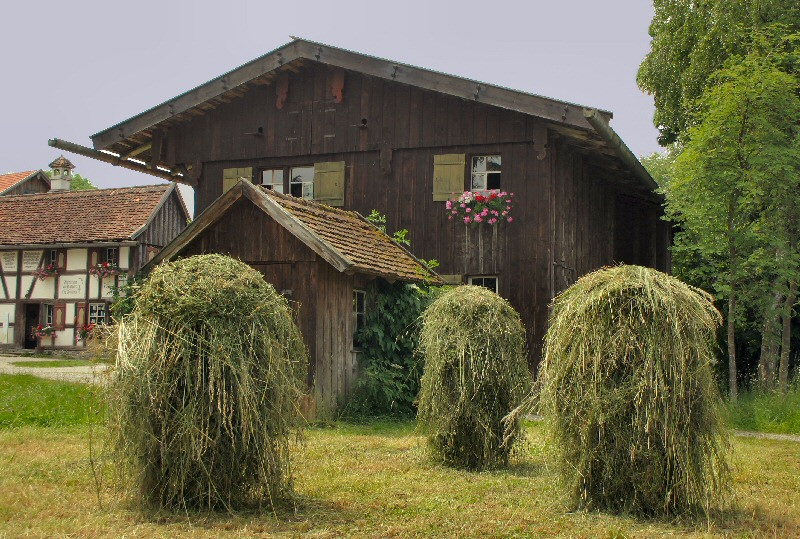
Heinzen im Allgäu

Heureiter (Reuter) sind Holzgestelle, auf denen vor dem Aufkommen von maschinenunterstützter Landwirtschaft frisch geschnittenes, abgetrocknetes Gras zum vollständigen Trocknen aufgehängt wurde. Sie kamen vor allem bei lang anhaltender feuchter Witterung zum Einsatz, bei der eine Heutrocknung am Boden nicht oder nur schwer möglich war. Die Gestelle werden auf den Wiesen aufgestellt. Auf ihnen wird das feuchte Gras so gestapelt, dass sich die Schichten ähnlich wie Dachziegel überlappen. Heute sind sie im Allgemeinen nur noch selten auf den Wiesen zu sehen.

### Heinzen

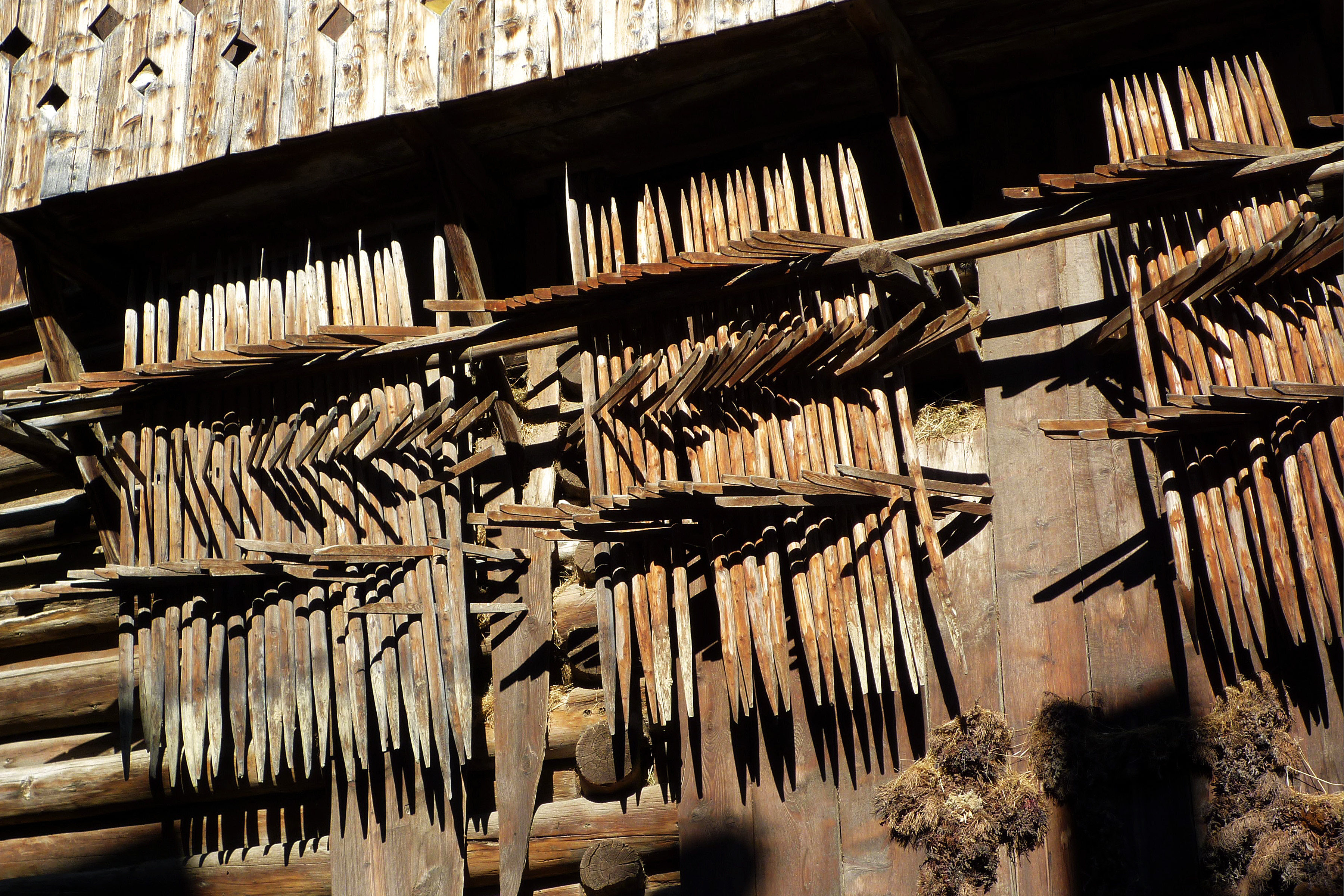
Aufbewahrung der Heinzen an einer Scheunenwand

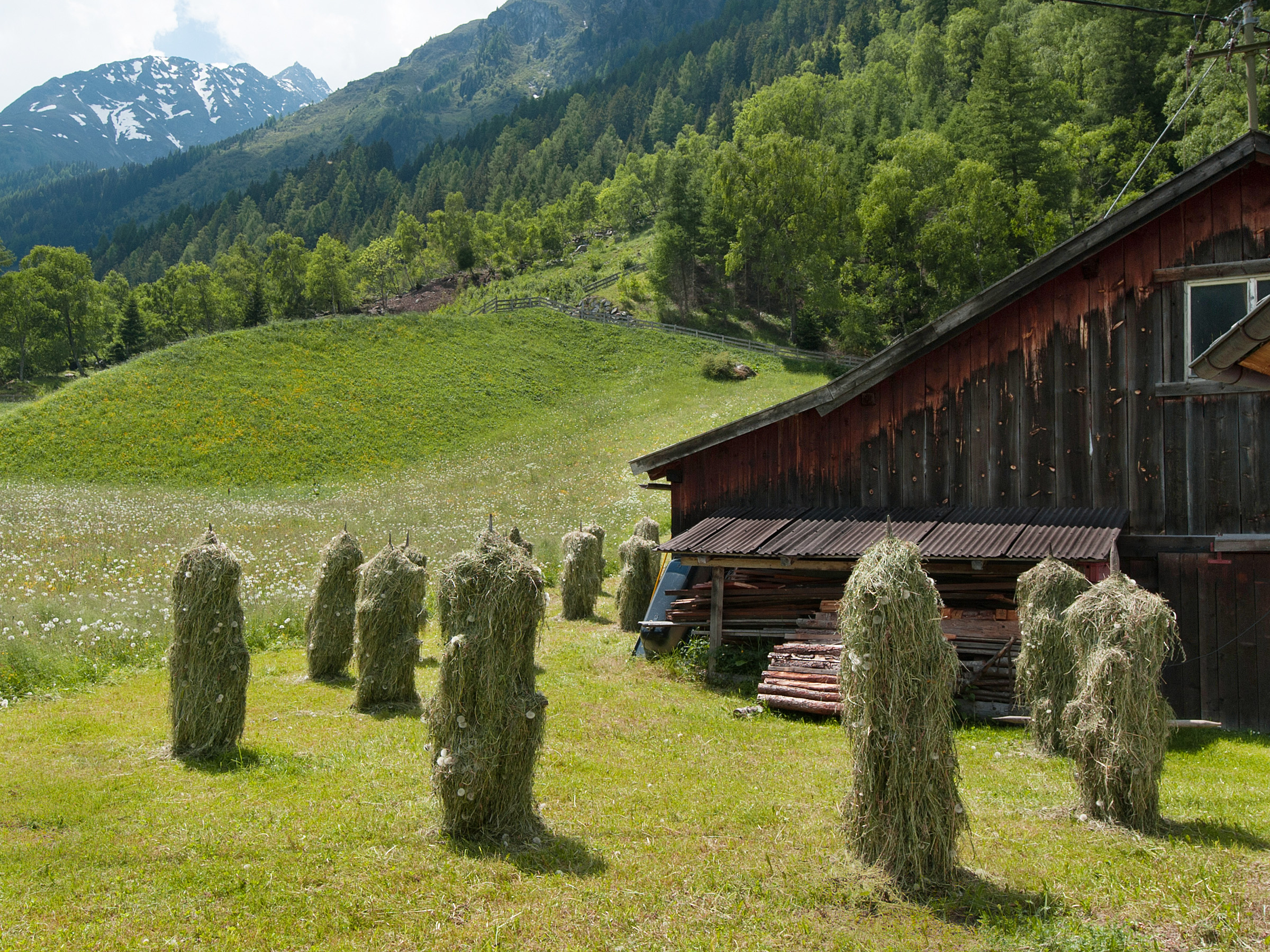
Heinzen in Tirol

In Alpen- und Voralpengebieten wurden zum Heutrocknen Heinzen verwendet. Die Bezeichnung ist in der Regel mundartlich abgewandelt zu Huanza oder Hoinze. In Nordtiroler Unterland sind sie unter dem Namen Stanker oder Stangger, im Südtiroler Pustertal als Stiffla (Stiefler) geläufig.
Tiroler Heinzen sind Gestelle, die aus einem etwa 1,5 m langen Pfahl bestehen, der in den Boden eingeschlagen wird, und aus meist drei hölzernen Quersprossen, genannt „Heinzenschwingen“, auf denen das Gras aufgehängt wird.

### Heumanderl

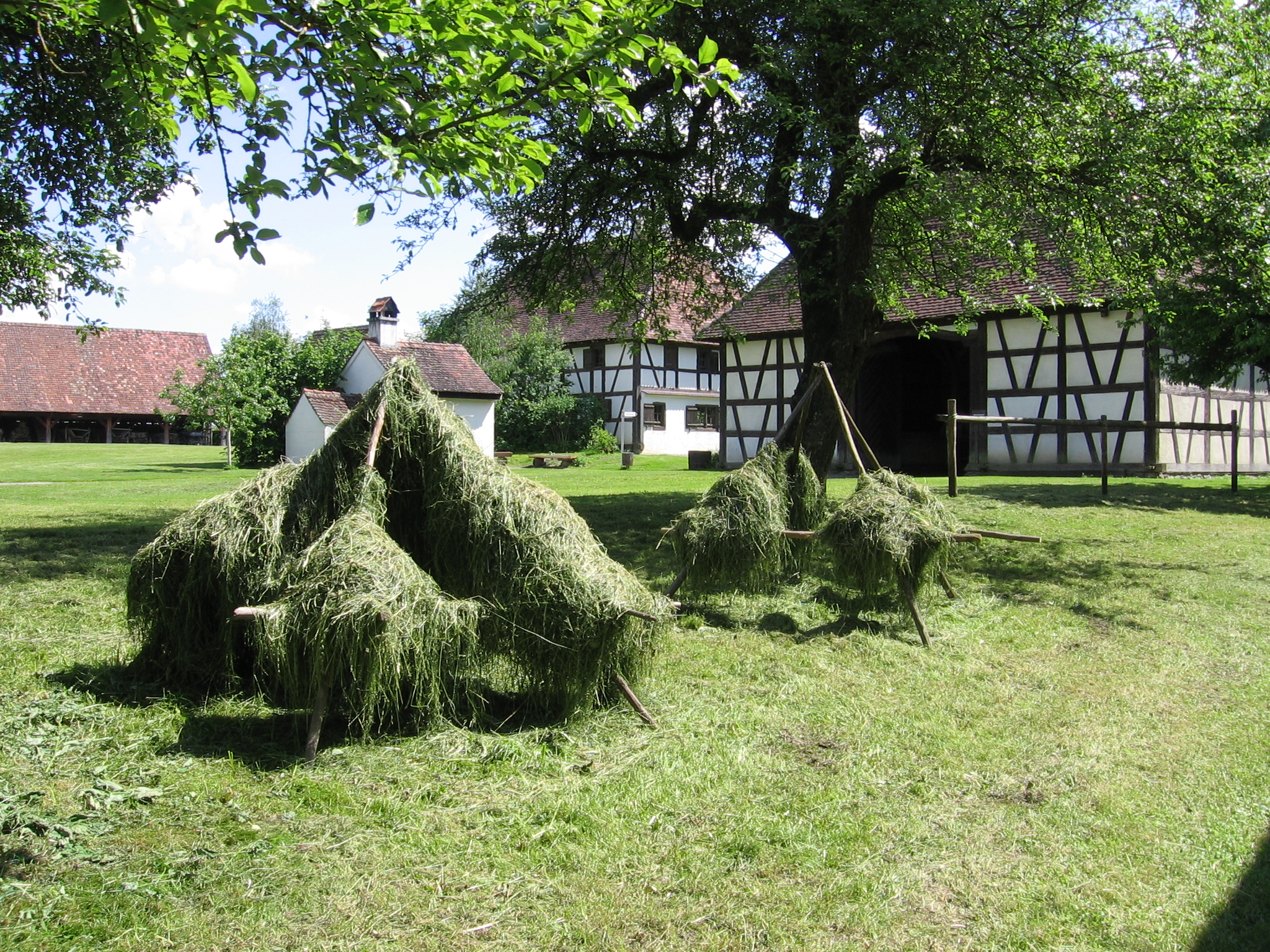
Typisches Heumanderl im „Oberschwäbischen Museumsdorf Kürnbach“ bei Biberach

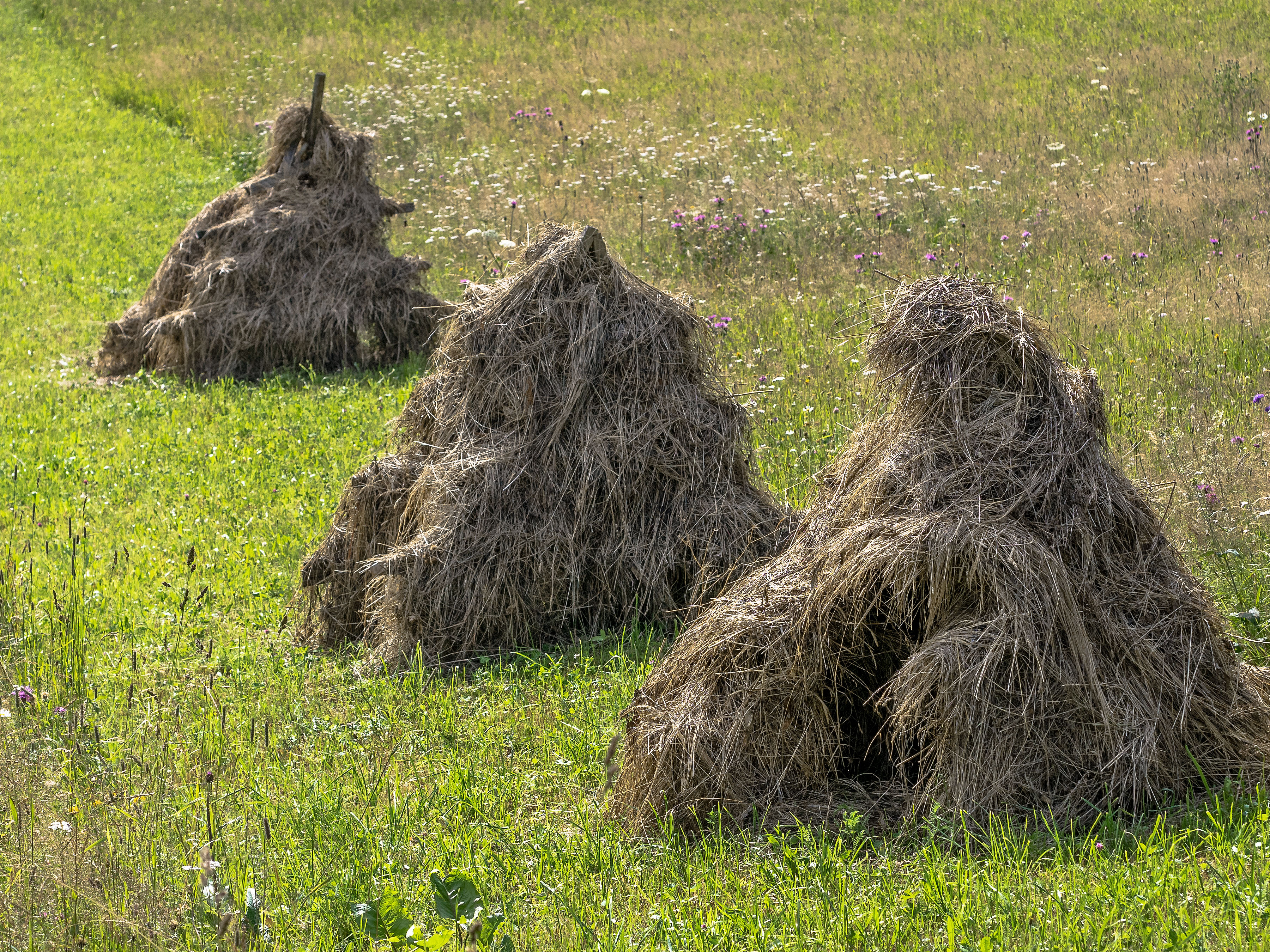
Heumanderl in Tirol

Eine einfache Form des Heumanderl entsteht dadurch, dass drei Holzstangen in Form eines Indianer-Tipis aneinandergebunden und aufgestellt werden. Um eine bessere Haltbarkeit des feuchten Grases zu gewährleisten, werden diese drei Stangen noch mit Querstangen ausgerüstet. Man unterscheidet weiter Steinacher Hütten, das sind Gestelle auf vier Pfählen mit Querstreben, die zeltartig aufgespannt werden, und Scherzinger Heinzen (auch unter dem Begriff Dreibockreuter, Heumanderl oder Heumännchen bekannt, örtlich allerdings auch Heinzen genannt), also Gestellen aus drei Stangen, die zusammenklappbar sind. Das Wort Manderl steht hier für kleinen Mann, demnach sind die Heumanderl in der Regel unter „Mannsgröße“, was sie vom Heureiter unterscheidet.
Zum Teil werden Nachbauten zur Dekoration vermarktet. Sie dienen als Schmuckstück im Vorortgarten oder leisten als zweckentfremdete Aufhängevorrichtung von Gartenutensilien wie Gießkannen, Eimern oder Gartenschläuchen ihren Dienst.

### Schwedenreiter

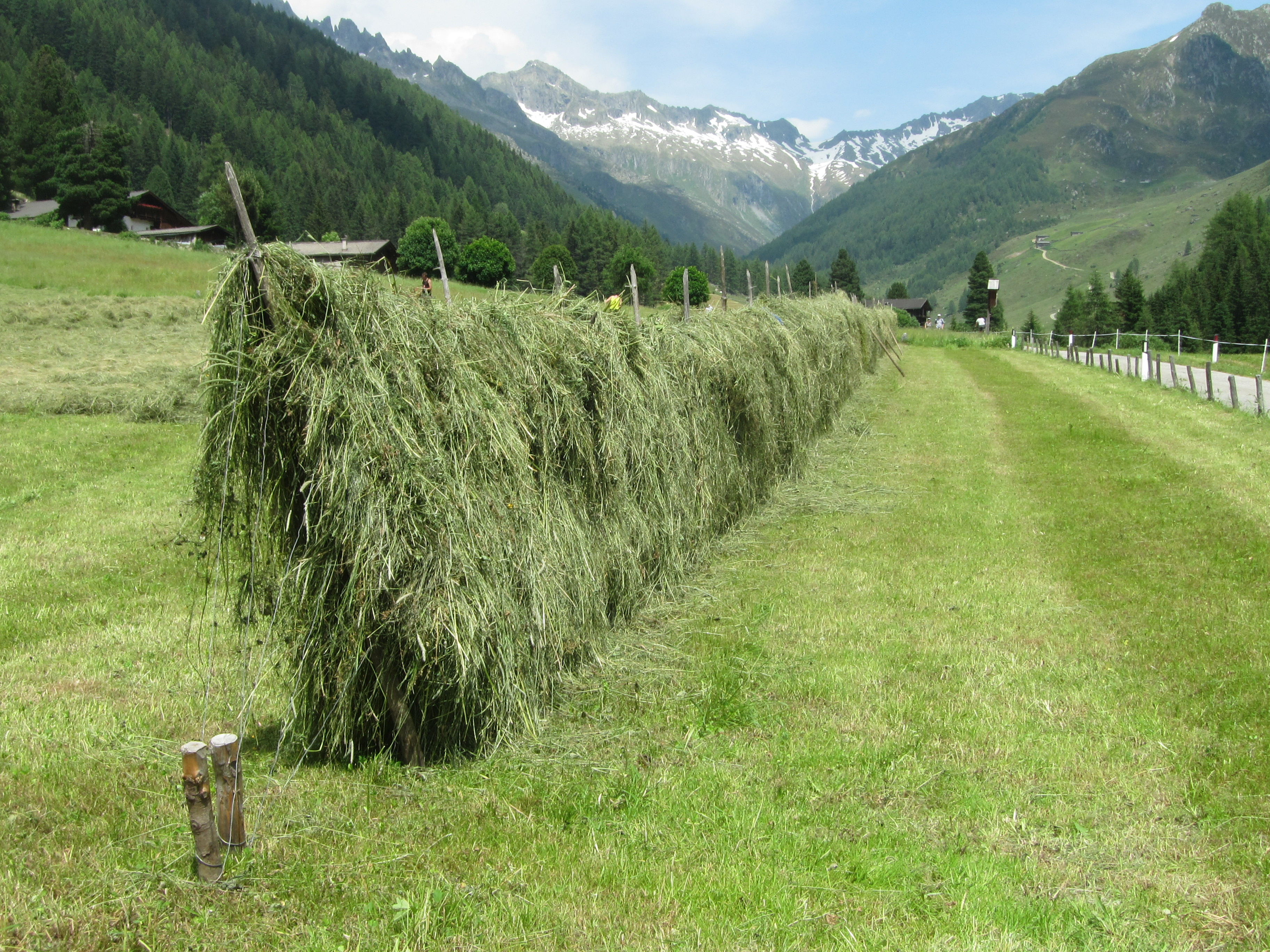
Schwedenreiter in Südtirol

Eine weitere, ähnliche Möglichkeit zum Trocknen von Mähgut sind so genannte Schwedenreiter. Bei dieser Konstruktion spannt man Drähte zwischen Holzpfähle, auf die dann das Gras gehängt wird.
Die Konstruktionen sind nicht überdacht, sorgen aber dafür, dass das Heu keine Bodenfeuchtigkeit aufnehmen kann und dem Regen nicht vollständig ausgesetzt ist. Durch das dachziegelartig aufgehängte Gras entsteht bei allen Typen eine Schichtung, die bewirkt, dass das Wasser bevorzugt außen abtropft und nur wenig nach innen dringt.
Für das Trocknen von Klee werden Kleereuter verwendet.

## Schober und Diemen in der Bildenden Kunst

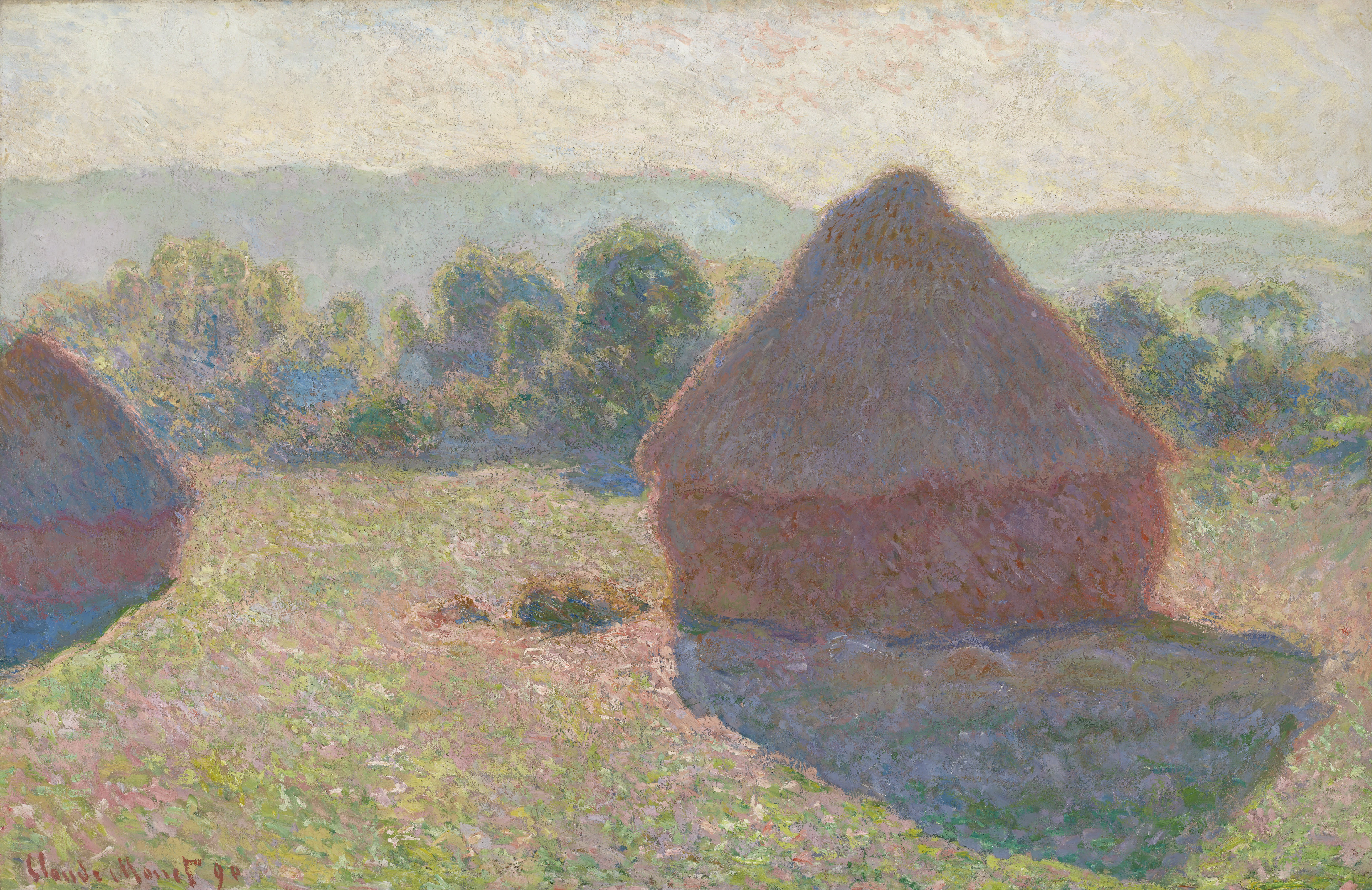
Claude Monet: Les Meules (Die Getreideschober)

Getreideschober (französisch: meules, katalanisch: pallers) waren beliebt bei Malern, die Motive aus dem landwirtschaftlichen Bereich wählten. Dazu gehören neben Claude Monet, der eine ganze Serie darüber malte, Jean-François Millet, Camille Pissarro und Vincent van Gogh. Ähnliche Traditionen gab es in der katalanischen Landschaftsmalereischule von Olot.
Claude Monet hatte in den Wintermonaten 1890/1891 in der Umgebung von Giverny Heu- bzw. Getreideschober in verschiedenen Licht- und Wetterstimmungen zu seinem künstlerischen Sujet gemacht. Die dortigen Bauern hatten nach der Ernte auf den westlich an sein Privatgrundstück angrenzenden, in Richtung Seine liegenden Feldern unzählige Heu- und Kornschober aufgesetzt. Monet studierte diese sichtbaren Zeichen bäuerlichen Lebensertrages seit den 1880er Jahren künstlerisch in Bilderserien. Er hinterfragte dabei die vorangehenden Ansätze der impressionistischen Landschaftsmalerei und recherchierte mit diesen Werken insbesondere Aspekte der Farbe, der Unschärfe und der Stimmung in Landschaftsobjekten.
Der katalanische Maler Joan Clapera i Mayà, der in der Tradition der Schule von Olot stand, schuf in der zweiten Hälfte des 20. Jahrhunderts zahlreiche Heuschober-thematisierende Werke. Er führte in dieser Hinsicht das Monet'sche Werk in eine abstrakte, zunächst expressionistische, in seiner künstlerischen Spätphase dann surrealistische Richtung fort.